# Razjezd № 5 (obwód żetysuski)
Razjezd № 5 (kaz. Рзд № 5, ros. Разъезд № 5, Раз. № 5) – mijanka i przystanek kolejowy w miejscowości Biesinszi, w rejonie Ałaköl, w obwodzie żetysuskim, w Kazachstanie. Położona jest na linii Aktogaj - Urumczi, na trasie Nowego Jedwabnego Szlaku.